# Gunnar Utterberg
Nils Gunnar Utterberg (ur. 28 listopada 1942 w Jönköping, zm. 12 września 2021 w Mölltorp) – szwedzki kajakarz. Złoty medalista olimpijski z Tokio.
Brał udział w trzech igrzyskach (IO 64, IO 68, IO 72). Medal wywalczył w debiucie, w kajakowej dwójce. Partnerował mu Sven-Olov Sjödelius.